# Liste des villes au Maroc fondées par les Phéniciens
 (février 2008).
Si vous disposez d'ouvrages ou d'articles de référence ou si vous connaissez des sites web de qualité traitant du thème abordé ici, merci de compléter l'article en donnant les références utiles à sa vérifiabilité et en les liant à la section « Notes et références ».
Cette liste recense les cités phénico-puniques du Maroc :
- Azemmour : Fondée par les Carthaginois, Azemmour est une cité surtout connue pour son commerce d'huiles dans le commerce méditerraneén, et devient une cité sous domination romaine après la chute de Carthage.

- Lixus: Fondée, selon le mythe, par les Phéniciens en 1146 av. J.-C., les fouilles archéologiques du site de Lixus ne témoignent pas d'une existence antérieure au VIIe siècle av. J.-C.. La cité de Lixus est une colonie fondée par Carthage, c'est une cité phénico-punique. C'est, comme tous les comptoirs phéniciens de par la Méditerranée, une cité commerçante, ouverte au commerce avec d'autres peuples qui vivent et se développent en même temps, tel que les Grecs, les Égyptiens et les Romains. La cité de Lixus est progressivement abandonnée au profit de la cité de Larache pendant les Conquêtes Arabes. Le site de Lixus se situe toujours à proximité de Larache.

- Rusbisis (aujourd'hui El Jadida) : Fondée par les Carthaginois en 650 av. J.-C. , elle fut ensuite une escale romaine sur leur route à Essaouira.

- Russadir (aujourd'hui Melilla, une ville espagnole) : Fondée par les Phéniciens de Carthage, elle tombe sous domination romaine après la chute de Carthage.

- Sala Colonia (ou bien Chellah) (aujourd'hui Salé) : Fondées par les Phéniciens, ces cités tombèrent sous domination carthaginoise; mais leur période la plus prospère fut sous les Romains. La ville de Salé a été complétée sur l'autre rive du Bouregreg à partir de cet ancien site phénicien. Salé date du Néolithique.

- Thamusida (aujourd'hui Kénitra) : Fondée par les Phéniciens, l'actuelle Kénitra à l'embouchure du Sebou connut ensuite les invasions carthaginoises, romaines avant de tomber aux mains des Vandales et des Byzantins.

- Tingis (aujourd'hui Tanger) : Fondée par des Phéniciens sous le nom de Tingi, elle fut ensuite occupée par les Grecs, Carthaginois et Romains.

- Zilis (aujourd'hui Assilah) : Fondée par les Phéniciens, avant Jésus-Christ, elle fut ensuite occupée par les Carthaginois de 700 à 146 avant d'être sous domination romaine sous le nom de Iulia Constantia Zilil.